# 風見鶏 (テレビドラマ)

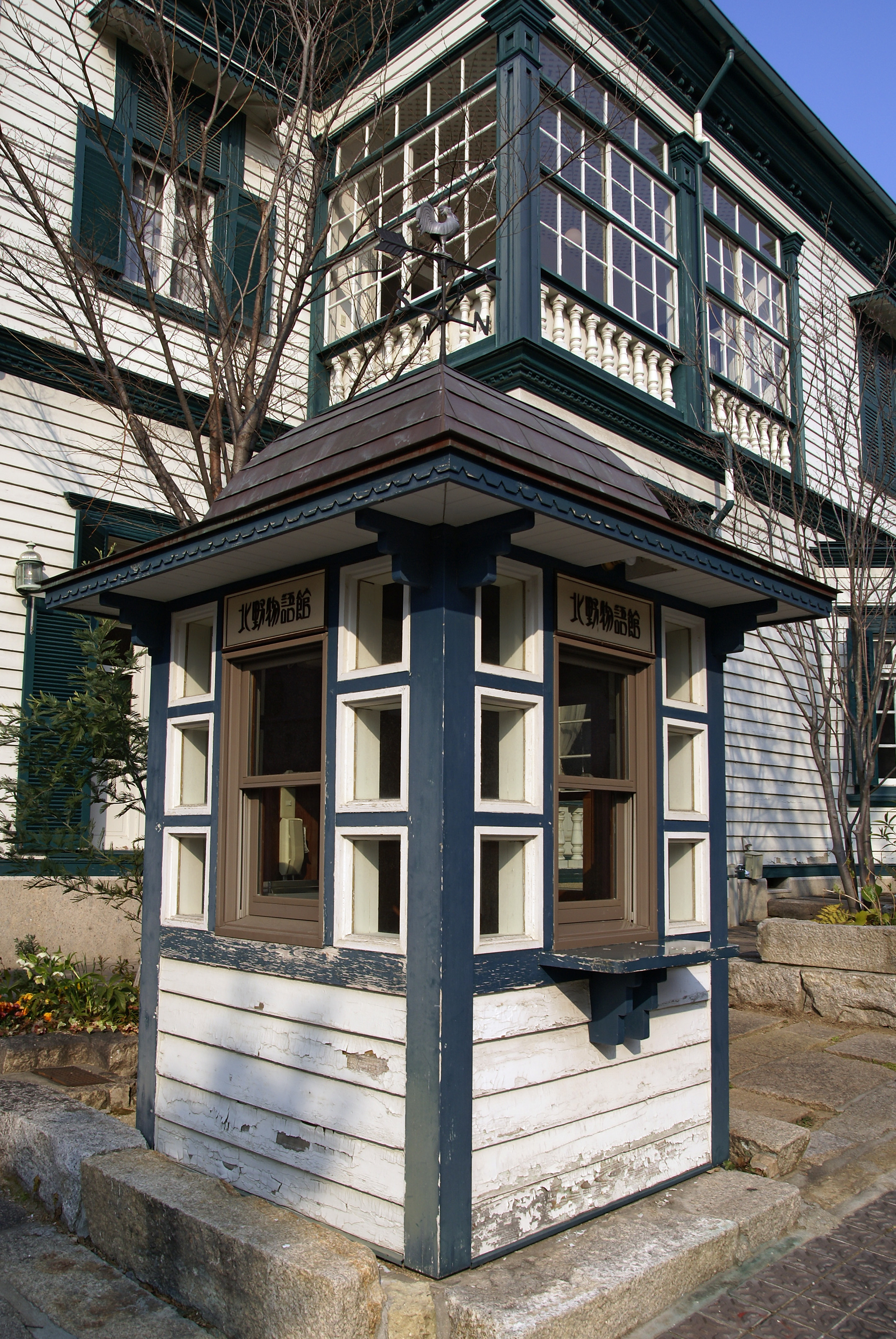
北野町に現存する旧フロインドリーブ邸

『風見鶏』（かざみどり）は、1977年（昭和52年）10月3日から1978年（昭和53年）4月1日まで放送されたNHK連続テレビ小説第20作である。NHK大阪放送局制作第4作。

## 概要
大正時代にドイツ人パン職人と国際結婚したヒロインが、神戸市でパン屋を営み、やがて多くの人々から慕われていくまでを、国際色豊かに描く。ヒロインは和歌山県出身で、同県と兵庫県が舞台になった最初の作品である。
ヒロインの夫は同時代に実在したドイツ人パン職人・ハインリヒ・フロインドリーブ（フロインドリーブ創業者）をモデルにしている。この作品がきっかけとなって、舞台となった神戸市の北野町山本通にある異人館街が脚光を浴びることとなり、「異人館ブーム」が起きたが、後述するように、異人館・風見鶏の館とモデルは関係ない。
放送期間が半年体制となってからのNHK大阪放送局制作3作目である。
1978年3月3日から3月26日まで、日本劇場にて配役を一部した上で作品をダイジェストにした舞台版が行われた。

## キャスト
松浦ぎん
演 - 新井春美（TV版）、岡崎友紀（舞台版）
主人公。
ブルックマイヤー
演 - 蟇目良
ぎんの夫。徳島の捕虜収容所から脱走した。
子・アルベルト
演 - 西村勇（ファン デン ベルグ イサム）
孫・アウグスト
演 - 蟇目良（二役）
松浦太兵衛
演 - 大木実
ぎんの父。
松浦正一
演 - 山本茂（幼少期:下塚誠・少年期:古山喜章）
ぎんの弟。
東タツ
演 - 桜むつ子
庄司栄策
演 - 山田吾一
庄司由起
演 - 三鷹恵子
息子・庄司友彦
演 - 岸部シロー
娘・庄司加奈子
演 - 清島智子
太地綾乃
演 - 梓英子
吉富巡査
演 - 汐路章
一色吾郎
演 - 村野武範（TV版）、沢木順（舞台版）
小山善太郎
演 - 花紀京
原田よし江
演 - 西尾美恵子
デッサン
演 - 野口貴志
メリ健
演 - 市山登→岡田眞澄
高橋米造
演 - 松岡与志雄
高橋ふく
演 - 三井洋子
結城妙子
演 - 上田たみ子
深江龍之介
演 - 菅原謙次
木村藤吉
演 - 島米八
赤井半次郎
演 - 広瀬義宣
篠田一平
演 - 結城明
結城大作
演 - 小田部道鷹
結城しげ子
演 - 小林泉
ケスナー
演 - ヨハネス・プライジンガー（特別出演）
宮原
演 - 田渕岩夫
オリン
演 - 西康一
楽士。
クラ
演 - 須永勝彦
楽士。
ドラ
演 - 堀内正二
楽士。
その他
演 - 徳田尚美、松崎真理子、藤井章満
他

## スタッフ
- 作 - 杉山義法[8][注釈 1]
- 音楽 - 奥村貢[8]
- 制作 - 伊神幹[8]
- 美術 - 宮井市太郎[8]
- 技術 - 中田巌[8]、向尾治[8]
- 効果 - 堂下昭博[8]
- 演出 - 佐藤満寿哉[8]、村上慧、田代勝四郎
- 語り - 八千草薫[8]
- 方言指導 - 中牟田整子、佐名手ひさ子

## 視聴率
最高視聴率は48.2%。平均視聴率は38.3%（関東地区、ビデオリサーチ調べ）。

## 映像の現存状況
- NHKには長らく第1回の映像のみ残されていたが、2005年に脚本を担当した杉山義法の妻から家庭用ビデオによる第2回から152回までの録画テープが提供された。さらに、2014年には一般視聴者から第154回（最終回）のテープ[10]が提供され、2016年9月には第153回および第154回（先の一般視聴者からのテープで欠落していた冒頭部を含む）のビデオが主演の新井春美からそれぞれ提供され、全話が揃った[2]。完全版・総集編共にDVDは未発売・NHKオンデマンドも未配信だが番組公開ライブラリーで無料公開されている。
- 放送ライブラリーでは第1回が公開[8]。

## 関連番組
第28回NHK紅白歌合戦（1977年12月31日・総合・ラジオ第1）
応援ゲストで紅組から友彦役の岸部と白組からハインリッヒ・ブルックマイヤー役の蟇目が出演。

## 神戸市風見鶏の館との関係
- 神戸市風見鶏の館（旧トーマス住宅、1904年・明治37年竣工）の前には、神戸市によってドラマ風見鶏の解説板が設置されている。それによると「明治時代に国際結婚した松浦ぎん（新井春美）が神戸でパン屋を営む生活を国際色豊かに描いたテレビドラマ」と説明されている。
- ドラマでは、ドイツ人パン職人・ハインリッヒ・ブルックマイヤー（蟇目良）と松浦ぎんのなれそめは、1914年（大正3年）に勃発した第一次世界大戦で、日独が青島周辺で戦火を交え日本によって捕虜とされたドイツ兵（日独戦ドイツ兵捕虜）の一人が日本国内にあった俘虜収容所を小舟で脱走し、和歌山県太地に打ち上げられたところで、ぎんと偶然出逢った設定になっていた。よって、第一次世界大戦終結後に結婚することになる二人の「国際結婚」時期は、神戸市のいう「明治時代」ではなく「大正時代」である。
- 異人館および風見鶏の館はドラマの主人公たちが建てた家でも、暮らした家でもない。風見鶏の館に実際に暮らしたトーマス家は、明治時代から横浜と神戸で活躍した貿易商であったが、1914年にたまたま家族全員で娘の上級学校進学準備を兼ねて休暇で、ドイツに帰国中に第一次世界大戦が勃発し、日独が戦争状態になったため神戸へ帰れなくなってしまう。一方ドラマでは、その第一次世界大戦中のパン職人だった元捕虜との恋愛からはじまるため、まず時代設定からして、トーマス家や異人館・風見鶏の館築造とは全く無関係であり、ドラマと異人館はモデル関係にはない。
- ドラマでタイトルバックなどに使用された風見鶏は、実写ではなく、スタジオ内のセット上の風見鶏であった。また、スタジオセットでも、異人館の屋根に取り付けられた風見鶏ではなく、日本家屋の屋根に載せられたものであった。風見鶏の形状も、ゲオルグ・デ・ラランデ設計の建物にあった風見鶏とは全く異なるデザインであった。

出典:、および